# چورایوو (شهرستان میشکینسکی، باشقیرستان)
چورایوو (انگلیسی: Churayevo, Mishkinsky District, Republic of Bashkortostan) یک شهرک در شهرستان میشکینسکی استان باشقیرستان کشور روسیه است.